# Symmoca dolomitana
Symmoca dolomitana is een vlinder uit de familie dominomotten (Autostichidae). De wetenschappelijke naam is voor het eerst geldig gepubliceerd in 1992 door Huemer & Gozmany.
Deze vlinder komt voor in Europa.